# Propipeta
Propipeta je vrsta laboratorijskog pribora koji se koristi za sigurno usisavanje tekućina u pipete.
Postoje propipete oblika gumene loptice i električne propipete. Gumene propipete sastoje se od gumene loptice s 3 cijevi i 3 ventila čijim se stiskanjem reguliraju usis i ispust tekućine, te ispust zraka.
Električne propipete pritiskom na gumbe usisavaju ili ispuštaju tekućinu.
Propipete se koriste onda kada su tekućine koje se usisavaju u pipete otrovne ili korozivne.